# Umberto III da Terzago
Umberto III da Terzago o Uberto o Oberto (Terzago, ... – Milano, 15 giugno 1196) è stato un arcivescovo cattolico italiano.

## Biografia
Originario di una famiglia nobile di Terzago trasferitasi a Milano, Umberto III iniziò la propria carriera ecclesiastica ricoprendo il ruolo di arciprete di Monza (carica che mantenne per un anno anche dopo essere asceso alla cattedra episcopale).
Eletto arcivescovo di Milano l'11 settembre 1195, si impegnò subito attivamente nel proprio compito pastorale: l'anno successivo alla sua elezione crollò il tiburio della Basilica di Sant'Ambrogio, che venne ben presto ripristinato per suo ordine. Poco dopo Guglielmo da Pomo, sempre per ordine di Umberto III, ricostruì il pulpito che era rimasto danneggiato dal crollo del tiburio, usando i pezzi precedenti e integrandoli con nuovi.
Il suo periodo di governo della diocesi, fu ad ogni modo breve, in quanto morì a Milano il 15 giugno 1196, lasciando come legato testamentario la celebrazione annuale di una messa funebre in onore della sua anima da celebrarsi nel Duomo di Milano grazie ai proventi dei suoi possedimenti nella campagna lombarda, a Bestazzo (oggi frazione del comune di Cisliano).

## Fonti
- Dizionario di erudizione storico-ecclesiastica da San Pietro sino ai nostri giorni di Gaetano Moroni, 1879, Venezia, Tip. Emiliana
- Dizionario Biografico degli Italiani di Alberto Maria Ghisalberti, Massimiliano Pavan, Istituto della Enciclopedia italiana - 1960, Milano
- Annali d'Italia, dal principio dell'era volgare sino all'anno MDCCL di Lodovico Antonio Muratori